# Christmas Christmas
Christmas Christmas è il diciannovesimo album in studio (il primo natalizio) del gruppo musicale statunitense Cheap Trick, pubblicato nel 2017.

## Tracce
1. Merry Christmas Darlings – 3:45 (Robin Zander, Rick Nielsen, Tom Petersson)
2. I Wish It Could Be Christmas Everyday (Wizzard cover) – 3:35 (Roy Wood)
3. I Wish It Was Christmas Today (Saturday Night Live skit; cover) – 3:14 (Jimmy Fallon, Horatio Sanz)
4. Merry Xmas Everybody (Slade cover) – 3:17 (Noddy Holder, Jim Lea)
5. Please Come Home For Christmas (Charles Brown) – 3:29 (Charles Brown, Gene Redd)
6. Remember (Christmas) (Harry Nilsson cover) – 3:01 (Harry Nilsson)
7. Run Rudolph Run (Chuck Berry cover) – 3:59 (Johnny Marks, Marvin Brodie)
8. Father Christmas (The Kinks cover) – 3:56 (Ray Davies)
9. Silent Night (Tradizionale) – 3:56 (Franz Xaver Gruber, Joseph Mohr)
10. Merry Christmas (I Don't Want to Fight Tonight) (The Ramones cover) – 2:07 (Joey Ramone)
11. Our Father of Life – 3:17 (Zander, Nielsen, Petersson)
12. Christmas Christmas – 2:17 (Zander, Nielsen, Petersson)

## Formazione
- Robin Zander – voce, chitarra
- Rick Nielsen – chitarra, cori
- Tom Petersson – basso, cori
- Daxx Nielsen – batteria